# Benzo(a)pirè
El Benzo(a)pirè, en anglès: Benzo[a]pyrene és un hidrocarbur aromàtic policíclic que es troba en el quitrà d'hulla i té la fórmula C20H₁₂. Els seus metabolits són mutagènics i altament carcinògens. Aquest compost és un dels benzopirens, formats per una anell de benzè fusionat amb el pirè,i és el resultat d'una combustió incompleta a temperatures entre 300 i 600 °C.
Al segle xviii els jovenets escuracxemeneies patien d'un carcinoma escrotal peculiar de la seva professió el qual va ser connectat amb aquest tipus de càncer, pels efectes del sutge, l'any 1775. El benzo[a]pirè s'ha identificat com el carcinogen principal de les cigarretes de tabac.

## Toxicitat

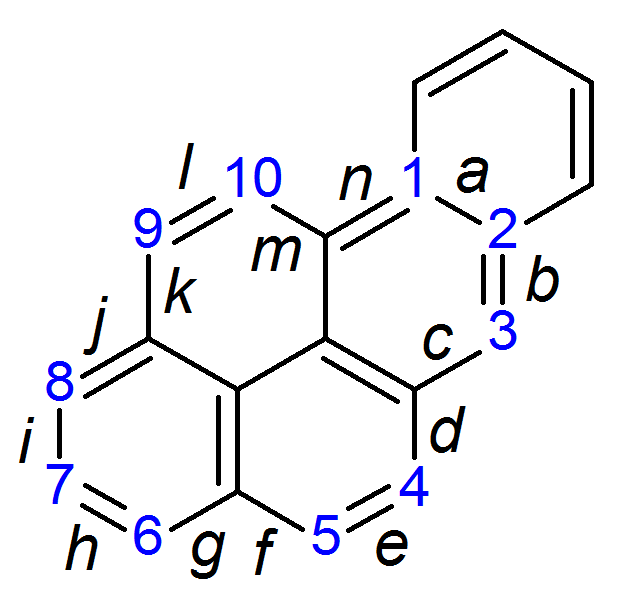
Benzo[a]pirè mostrant la base de l'anell pirè amb la nomenclatura IUPAC.

## Interacció amb l'ADN

Metabolisme del benzoapirè.